# ZIP-код

Карта почтовых зон с указанием первых двух-трёх цифр ZIP-кодов для штатов и островных территорий США

ZIP-коды (англ. ZIP codes) — система почтовых индексов, используемая Почтовой службой США с начала 1960-х годов.
Аббревиатура ZIP происходит от англ. Zone Improvement Plan («зональный план улучшения»). ZIP-коды применяются для более быстрой сортировки почты и ускорения доставки. Первоначально они состояли из пяти цифр, но в 1980-х годах были расширены до девяти цифр, которые записываются через дефис — XXXXX-YYYY, например, 12345-6789.

## История
Почтовая служба США приступила к использованию почтовых индексов в больших городах ещё в 1943 году, когда почтовый адрес стал записываться следующим образом:

   Mr. John Smith

    3256 Epiphenomenal Avenue

    Minneapolis 16, Minnesota

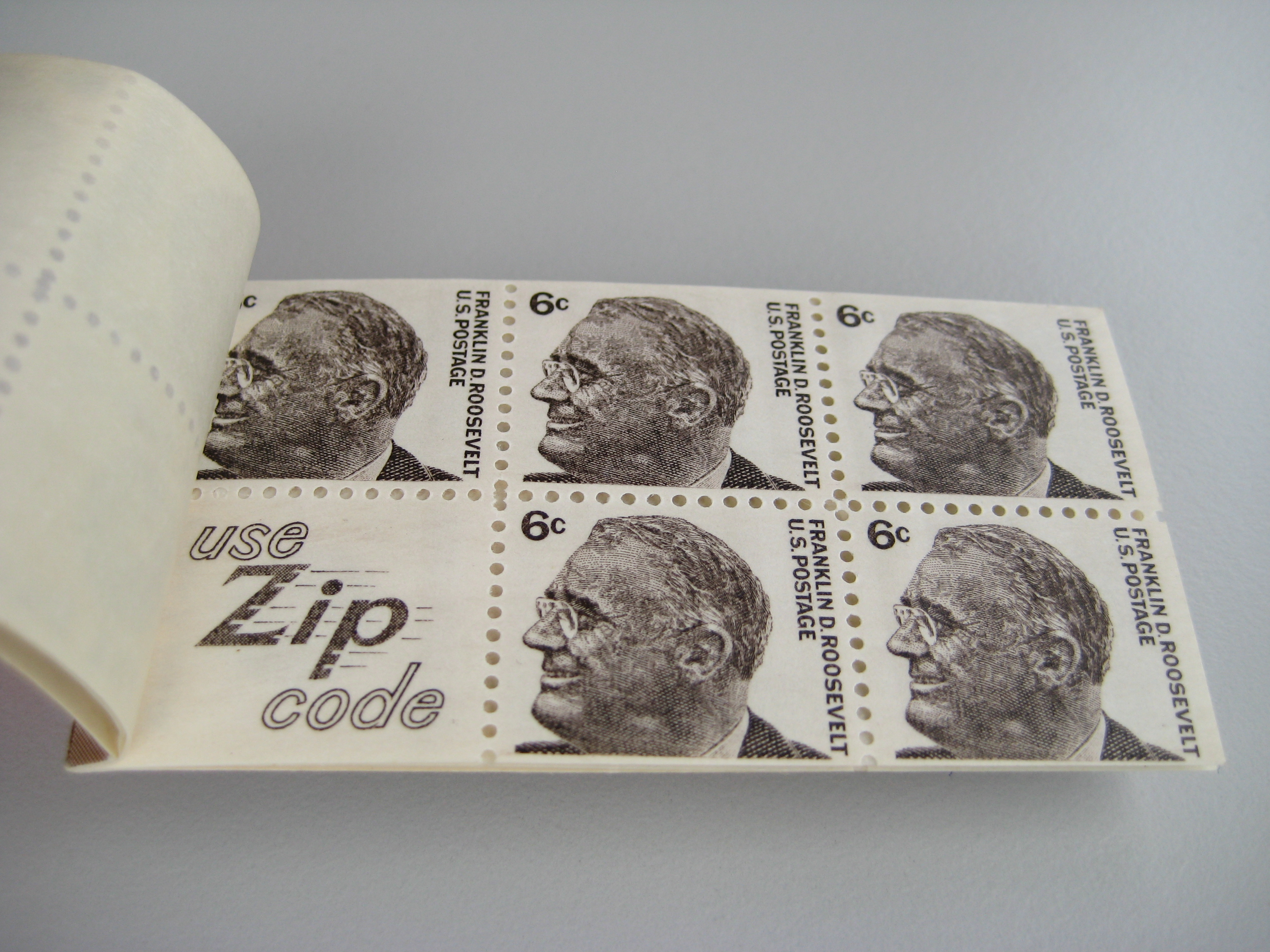
Марочный буклет США (1968), на купоне которого начертано напоминание: «Используй ZIP-код» («Use Zip code»)

Число 16 при этом обозначало номер почтового округа в пределах города.
К началу 1960-х годов появилась потребность в более всеобъемлющей системе почтовых индексов. 1 июля 1963 года такая новая система была принята в тестовом режиме на всей территории США. «Отцом» ZIP-кодов считается Роберт Мун (Robert Moon), работник почтового ведомства. Именно Мун предложил новую систему индексов ещё в 1944 году, когда он работал почтовым инспектором.
Согласно новшеству, первые три цифры в пятизначном ZIP-коде соответствовали номеру того или иного централизованного пункта (sectional center facility) по сортировке почтовых отправлений, стекавшихся из почтовых отделений, которые были приписаны к этому сортировочному пункту. Последние две цифры означали номер почтового отделения, куда следовало направить посылаемую корреспонденцию и в случае крупных городов совпадали с прежним номером почтового округа. В результате адрес стал выглядеть следующим образом:

   Mr. John Smith

    3256 Epiphenomenal Avenue

    Minneapolis 55416, Minnesota

В 1967 году система ZIP-кодов стала обязательной на всей территории США.
Для популяризации почтовых индексов был создан мультипликационный персонаж «Мистер ZIP», или «Зиппи» (Mr. ZIP, Zippy).
| «Мистер ZIP», призывающий применять ZIP-коды | «Мистер ZIP», призывающий применять ZIP-коды |
| -------------------------------------------- | -------------------------------------------- |
|                                              |                                              |
| На крае марочного листа (1966)               | На рекламном щите в гостинице (1963)         |

## Современность
В 1983 году Почтовая служба США начала употреблять систему индексации ZIP + 4, которая основана на расширенном почтовом индексе, состоящем из девяти цифр. При этом к уже использовавшемуся пятизначному ZIP-коду были добавлены (через дефис) ещё четыре цифры, которые означают местный географический сегмент внутри пятизначного района доставки, например, городской квартал, многоквартирный жилой комплекс, индивидуальный получатель (отправитель) больших объёмов почты или любое подразделение организации (предприятия), для которого требуется дополнительный идентификатор, облегчающий сортировку и доставку корреспонденции. Правительственные учреждения США имеют отдельные пятизначные и девятизначные ZIP-коды, не предусматривающие других пользователей почтовых услуг в почтовой зоне с данным индексом. Иногда ZIP-коды для какой-либо местности могут пересматриваться и даже отменяться.
Существуют также «тщеславные» (vanity) zip-коды, например, 10022-SHOE.

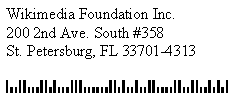
Почтовый адрес с девятизначным индексом 33701-4313 и соответствующий штриховой код типа POSTNET

В современных условиях с внедрением высокотехнологичного оборудования для сортировки почты достаточно использовать пятизначный код. Устройства многострочного оптического распознавания символов (Multiline Optical Character Reader) считывают адрес на почтовом отправлении, почти мгновенно определяя девятизначный индекс, а также наносят ещё более полный, одиннадцатизначный штриховой код на основе символики POSTNET. Последний можно также напечатать на своей корреспонденции с помощью компьютерного текстового редактора. Для расчета и проверки полного почтового адреса и индекса, или «точки доставки» (delivery point), существуют специальная методика и программное обеспечение (Coding Accuracy Support System).